# Framework per applicazioni web
Un framework per applicazioni web (web application framework), in informatica e specialmente nella programmazione web, è un framework software progettato per supportare lo sviluppo di siti web dinamici, applicazioni web e servizi web.
Lo scopo è quello di alleggerire il lavoro associato allo sviluppo delle attività più comuni di un'applicazione web da parte dello sviluppatore. Uno dei principi fondamentali è riassunto dall'acronimo DRY (don't repeat yourself), nel senso che viene fortemente consigliata l'adozione di tecniche di riuso di codice. Molti framework forniscono ad esempio delle librerie per l'accesso alle basi di dati, per la creazione di template HTML o per gestire la sessione dell'utente.
Esempi di framework per applicazioni web sono Apache Struts, Spring, Swing, Java Server Faces (Oracle ADF), Django, Flask, Symfony, Phalcon, CodeIgniter, Angular, ReactJS, Laravel. In grandi organizzazioni come banche o grandi aziende si utilizzano spesso framework proprietari, varianti dei framework in tecnologie note, per aumentare il livello di sicurezza.

## Caratteristiche

Concetto di middleware

I framework in genere impostano il flusso di controllo di un programma e consentono all'utente del framework di "agganciarsi" a quel flusso esponendo vari eventi. Questo modello di progettazione "inversione del controllo" è considerato un principio che definisce un framework e avvantaggia il codice imponendo un flusso comune per un team che tutti possono personalizzare in modi simili. Ad esempio, alcuni popolari "microframework" come Sinatra di Ruby (che ha ispirato Express.js) consentono agganciamenti middleware prima e dopo le richieste HTTP. Queste funzioni middleware possono essere qualsiasi cosa e consentono all'utente di definire la registrazione, l'autenticazione, la gestione delle sessioni e il reindirizzamento.

## Tipi di architetture framework

### Model-view-controller
Molti framework seguono il modello architetturale MVC (Model-view-controller) per separare il modello di dati con regole di business dall'interfaccia utente.

#### Push-based vs. pull-based
La maggior parte dei framework MVC segue un'architettura basata su push chiamata anche "basata sull'azione". Questi framework utilizzano azioni che eseguono l'elaborazione richiesta e quindi "trasmettono" i dati al livello di visualizzazione per eseguire il rendering dei risultati. Django, Ruby on Rails, Symfony, Spring MVC, Laravel, Stripes, Sails.js, CodeIgniter sono esempi di questa architettura.

### Organizzazione a tre livelli
Nell'organizzazione a tre livelli, le applicazioni sono strutturate su tre livelli fisici: client, applicazione e database. Il database è normalmente un RDBMS. L'applicazione contiene la logica di business, gira su un server e comunica con il client tramite HTTP. Il client sulle applicazioni Web è un browser Web che esegue l'HTML generato dal livello dell'applicazione. Il termine non deve essere confuso con MVC, dove, a differenza dell'architettura a tre livelli, è considerata una buona pratica mantenere la logica di business lontana dal controller, il "livello intermedio".

## Applicazioni
I framework sono costruiti per supportare la costruzione di applicazioni Internet basate su un singolo linguaggio di programmazione, che vanno da strumenti di uso generale come Zend Framework e Ruby on Rails, che aumentano le capacità di un linguaggio specifico, a pacchetti programmabili in linguaggio nativo costruiti intorno un'applicazione utente specifica, come i sistemi di gestione dei contenuti, alcuni strumenti di sviluppo mobile e alcuni strumenti del portale.